# اوتایروی
اوتایَرْوی (به فنلاندی: Utajärvi) یک منطقهٔ مسکونی در فنلاند است که در اوستروبوتنیای شمالی واقع شده‌است.